# أرتيغاس: لا ريدوتا
أرتيغاس: لا ريدوتا (بالأسبانية: Artigas: La Redota) هو فيلم أوروغوياني-إسباني من عام 2011 من إخراج سيزار تشارلوني و بطولة خورخي إيسموريس, رودولفو سانشو، جوالبيرتو سوسا، فرانكلين رودريجيز، ياماندو كروز. الإنتاج هو جزء من مشروع ليبرتادوريس، ظهرت في التلفزيون الإسباني من أجل لتحقيق الأفلام الروائية عن الفكر والحياة من أبطال أمريكا اللاتينية.

## الجدل
في عام 1884، كلف الديكتاتور الأوروغوياني ماكس سانتوس الرسام الشهير خوان مانويل بالانيس برسم صورة للجنرال أرتيجاس, والذي رسم وجهه في سن الشيخوخة. لجأ الرسام للعبارات والأفكار المعروفة للبطل لتخيله، ومن بين السجلات، يجد ملاحظات غوزمان لارا، الجاسوس الإسباني الذي تعاقد معه الحاكم الثلاثي من بوينس آيرس مانويل دي ساراتي لقتل أرتيجاس قبل سبعين عاماً. في ذلك الوقت كان قد هاجر مع شعبه الهاربين إلى مخيم على ضفاف نهر أيوي، بسبب مضايقات من قبل الإمبراطوريتان الإسبانية والبرتغالية والمؤامرات من السلطات في بوينس آيرس.
متنكر في زي صحفي من صحيفة يومية أمريكية, وجد لارا معسكر أرتيجاس بعد الاتصال مع والدته، بقيادة الرقيق المعتق انسينا. والمعسكر عبارة عن خليط من الأسر المتواضعة، من الغاوتشو والهنود بحوالي 8000 شخص في نفس الوقت مكونة فوضى, مما أثار لارا، الذي يراقب ليدمج نفسه معهم بعد محاولة أغتيال أرتيجاس الفاشلة. يبدأ الشك في مهمته، وأخيرا, يغير الجانبين وينتهي به ميتاً من قبل أولئك الذين أرسلوه لمهمته. 
بدوره خلق الرسام بالانيس صورة من أرتيجاس كزعيم حامي للفقراء والمشردين الذين يقاتلون من أجل الحرية. بهذه الطريقة، تم تجاهل الصورة تمامًا من قبل سانتوس وأنه يجب أن يتحول لصورة رجل عسكري بجوار باب القلعة التي هي الأكثر شهرة.

## الكادر
- خورخي إزموريس (أرتيجاس)
- رودولفو سانشو (أنيبال لارا / كالديرون)
- جوالبيرتو سوسا (أنسينا)
- فرانكلين رودريغيز (سانتوس)
- ياماند كروز (بلانيس)
- كارلوس رودريغيز (أوتروجيس)
- دانيال جوريش (فيريرا)
- دانيال دياز (كابتن مارتينيز)
- نيلسون لينس (الكاهن فرناندو)
- اليخاندرا أسيريدو (ماريا)
- أدريان بينيتيز (أندريستو)
- سيرجيو بيريرا (انطونيو)
- رافاييل سوليودا (الملازم البرتغالي)
- أرتورو فلييتاس (الملازم الباراجوياني)
- ماريو فيريرا (ساراتيا)